# Sido von Neumünster
Sido von Neumünster, lat. Sido praepositus Novimonasteriensis († vor 1207) war ein Augustiner-Chorherr und Propst des Chorherrenstifts Neumünster.

## Leben
Sido war zwischen 1177 und 1204 der vierte Propst des Chorherrenstifts Neumünster. 1197 begegnet er als Urkundenzeuge; in einer undatierten Urkunde des Erzbischofs Hartwig II. von Hamburg-Bremen (1185–1207) wird er als verstorben genannt. Seine Herkunft ist unsicher. Er bezeichnet sich als Freund und Altersgenosse von Helmold von Bosau.
Ihm sicher zugeschrieben werden zwei Briefe, ein als Epistola Sidonis bekannter Brief an den Pfarrer Gozwin von Haseldorf (1195/96) über die Pfarrei Bishorst sowie ein Brief an Abt Dietrich II. von St. Michael in Hildesheim (1199) über Besitzansprüche am Dorf Arpsdorf. Sido fälschte in den 1180er Jahren mindestens sechs Urkunden des Stifts Neumünster und mindestens drei des Stifts Segeberg, die Besitz und Rechte der beiden Chorherrenstifte gegenüber dem Hamburger Domkapitel stärken sollten.
Daneben hat er vielleicht auch die Visio Godeschalci aufgezeichnet. Die ältere Literatur wie Wilhelm von Bippen schrieb ihm auch die Versus de vita Vicelini zu. Diese entstanden in seiner Amtszeit und wurden von ihm in der Epistola Sidonis benutzt.

## Schriften
- Epistola Sidonis, MGH
- Epistola ad Theodericum II abbatem S. Michaelis in Hildesheim